# Themone poecila
Themone poecila är en fjärilsart som beskrevs av Bates 1868. Themone poecila ingår i släktet Themone och familjen Riodinidae. Inga underarter finns listade i Catalogue of Life.